# 城车清真寺
城车清真寺，位于中国青海省化隆县黑城乡城车村，为青海省市县级文物保护单位，公布日期为1986年12月8日，类型为古建筑。
城车清真寺的历史年代为清。